# Newfoundland and Labrador Route 100
Newfoundland and Labrador Route 100 (NL-100) is een 108 km lange provinciale weg op het eiland Newfoundland in de Canadese provincie Newfoundland en Labrador. De weg, die ook wel bekendstaat als de Cape Shore Highway of de Argentia Access Road, gaat doorheen het westen van het schiereiland Avalon. Hij verbindt de Trans-Canada Highway (TCH) met de gemeente Placentia en de aldaar gelegen zeehaven Argentia en volgt daarna zuidwaarts de volledige Cape Shore tot in Branch.
Het 44 km lange traject dat de belangrijke haven Argentia verbindt met de TCH is door de federale overheid erkend als onderdeel van Canada's nationale wegennetwerk.

## Traject
De weg begint aan de rand van Whitbourne als een aftakking van Route 1, de Trans-Canada Highway. Route 100 gaat eerst zo'n 7 km in zuidelijke richting, waarna hij ruim 25 km voornamelijk in zuidwestelijke richting gaat. Dit eerste deel van de weg gaat doorheen een vrijwel onbewoond gebied, al passeert hij er wel de aftakking van Route 101 en het Provinciaal Park Fitzgerald's Pond.
Na de eerste 32 km komt de NL-100 uit in Dunville, een plaats die deel uitmaakt van de grote fusiegemeente Placentia. Vanaf die plaats gaat hij in westelijke richting, grotendeels langs de oever van de Northeast Arm. Na 9 km draait de weg naar het zuiden, richting de dorpskern van Placentia, bij de afslag naar Argentia. Eens voorbij Placentia-centrum, vanaf de splitsing met Route 91, gaat de weg opnieuw een drietal kilometer in westelijke richting, doorheen de plaats Point Verde.
Vanaf Point Verde loopt Route 100 gedurende 42 km parallel aan de kust van de Placentia Bay in zuidzuidwestelijke richting. Hij doet hierbij alle dorpen en gehuchten aan dat deel van de kustregio Cape Shore rechtstreeks aan. Ter hoogte van St. Bride's gaat de weg in oostelijke richting opnieuw het binnenland in. Het betreft een onbewoond gebied waar zich wel de afslagen naar het Ecologisch Reservaat Cape St. Mary's en naar Point Lance bevinden.
Na dat laatste traject van 18 km eindigt de weg in het dorpscentrum van Branch, een dorpje aan de St. Mary's Bay en ook het oostelijkste punt van de Cape Shore. In Branch-centrum gaat de weg de facto verder in noordoostelijke richting, maar dan onder de noemer van Route 92.

## Plaatsen
Van noord naar zuid liggen volgende plaatsen aan Route 100:
- Dunville
- Freshwater
- Jerseyside
- Placentia
- Southeast Placentia
- Point Verde
- Little Barasway
- Great Barasway
- Ship Cove
- Gooseberry Cove
- Patrick's Cove
- Angels Cove
- Cuslett
- St. Bride's
- Branch

## Galerij

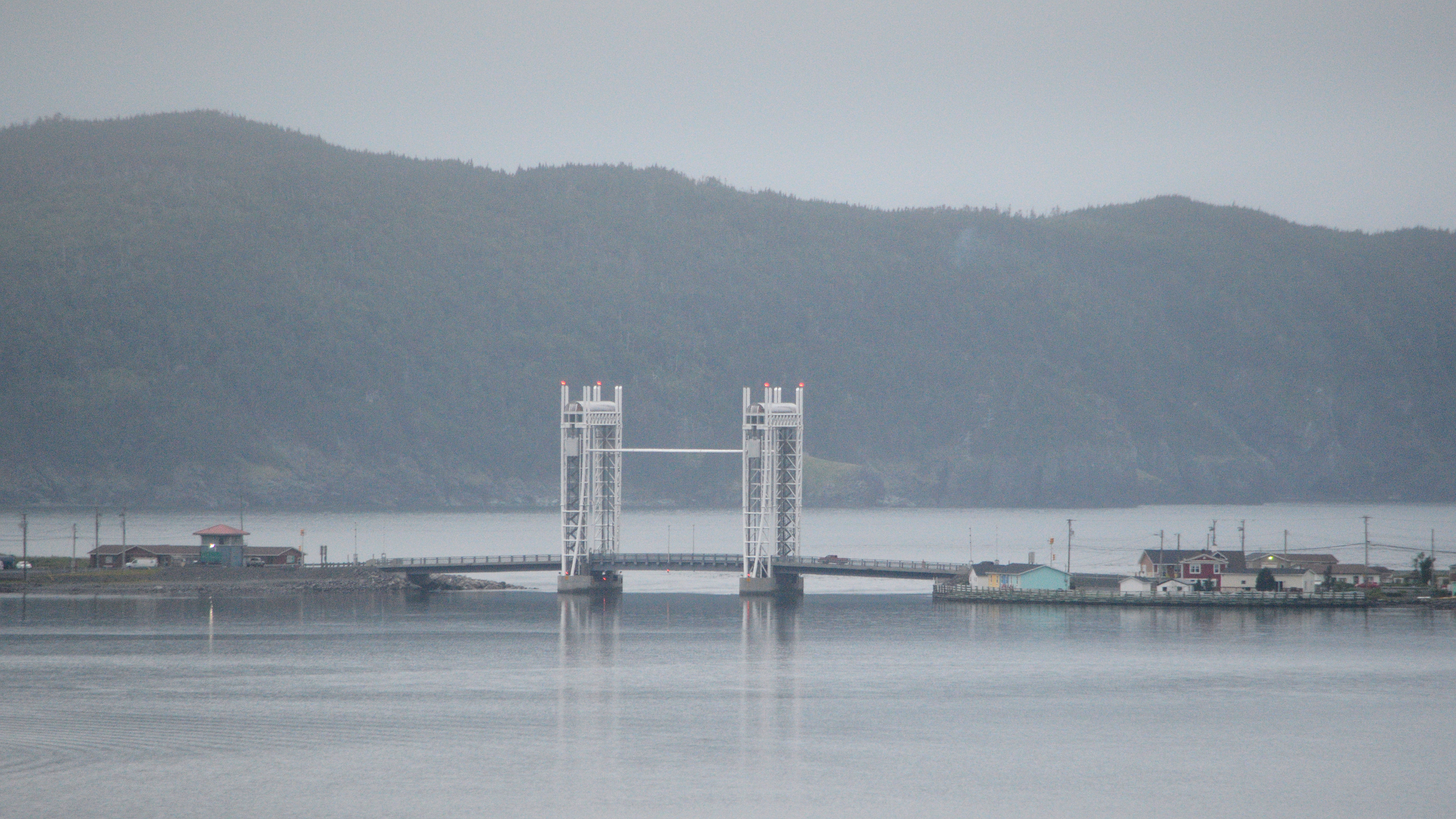
De Sir Ambrose Shea Bridge over de Placentia Gut
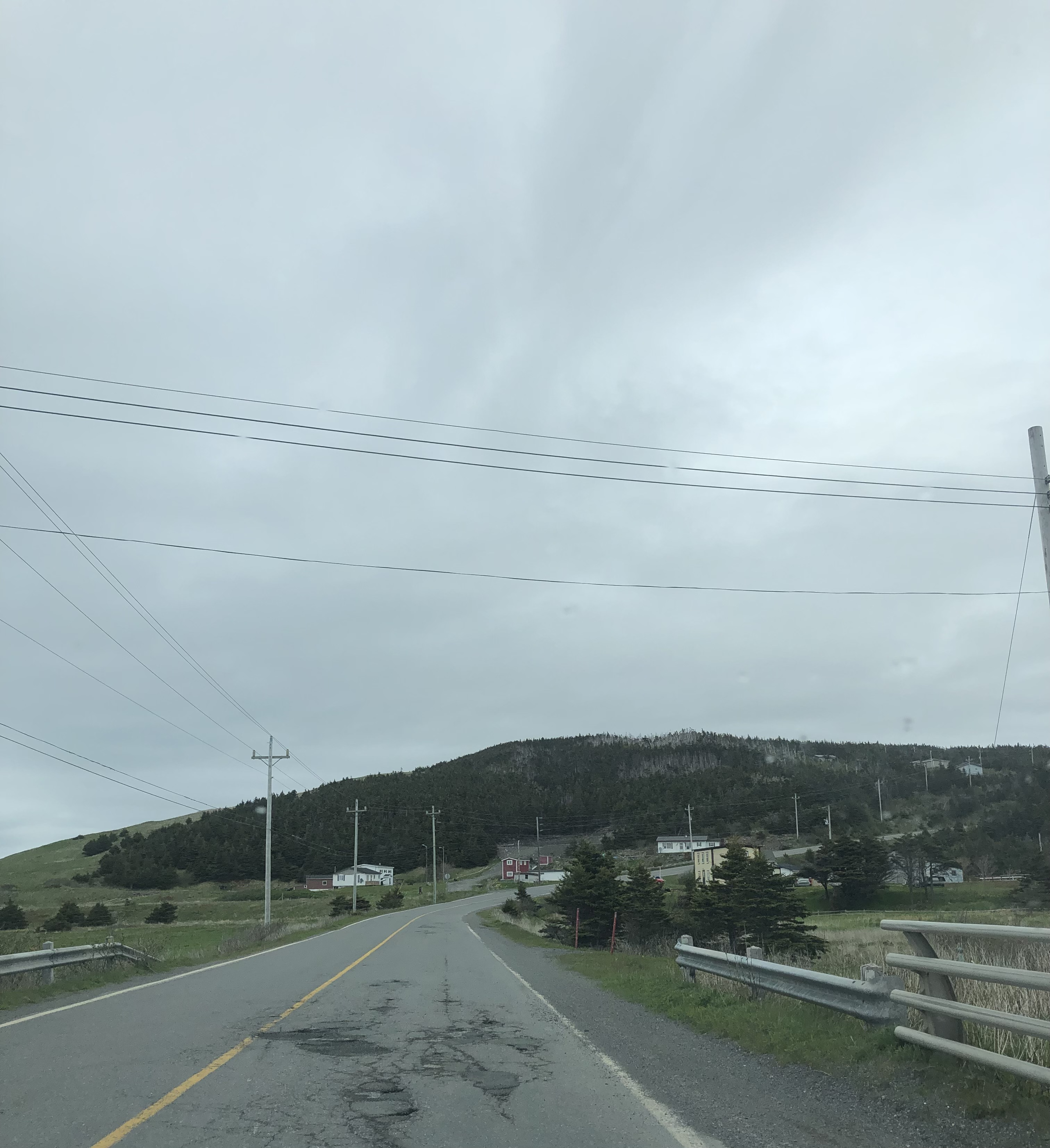
De weg in het plaatsje Great Barasway
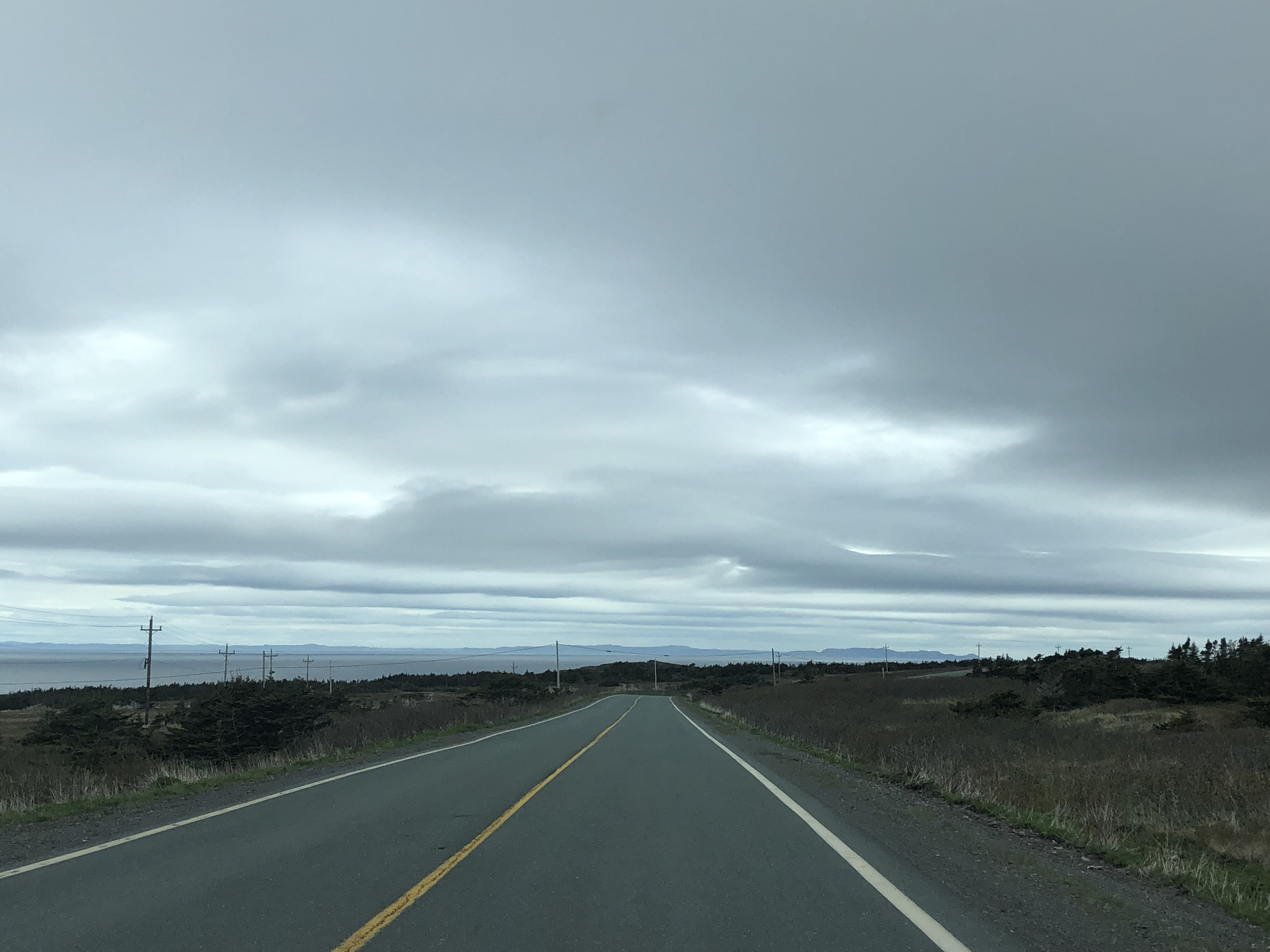
Route 100 tussen Cuslett en Angels Cove
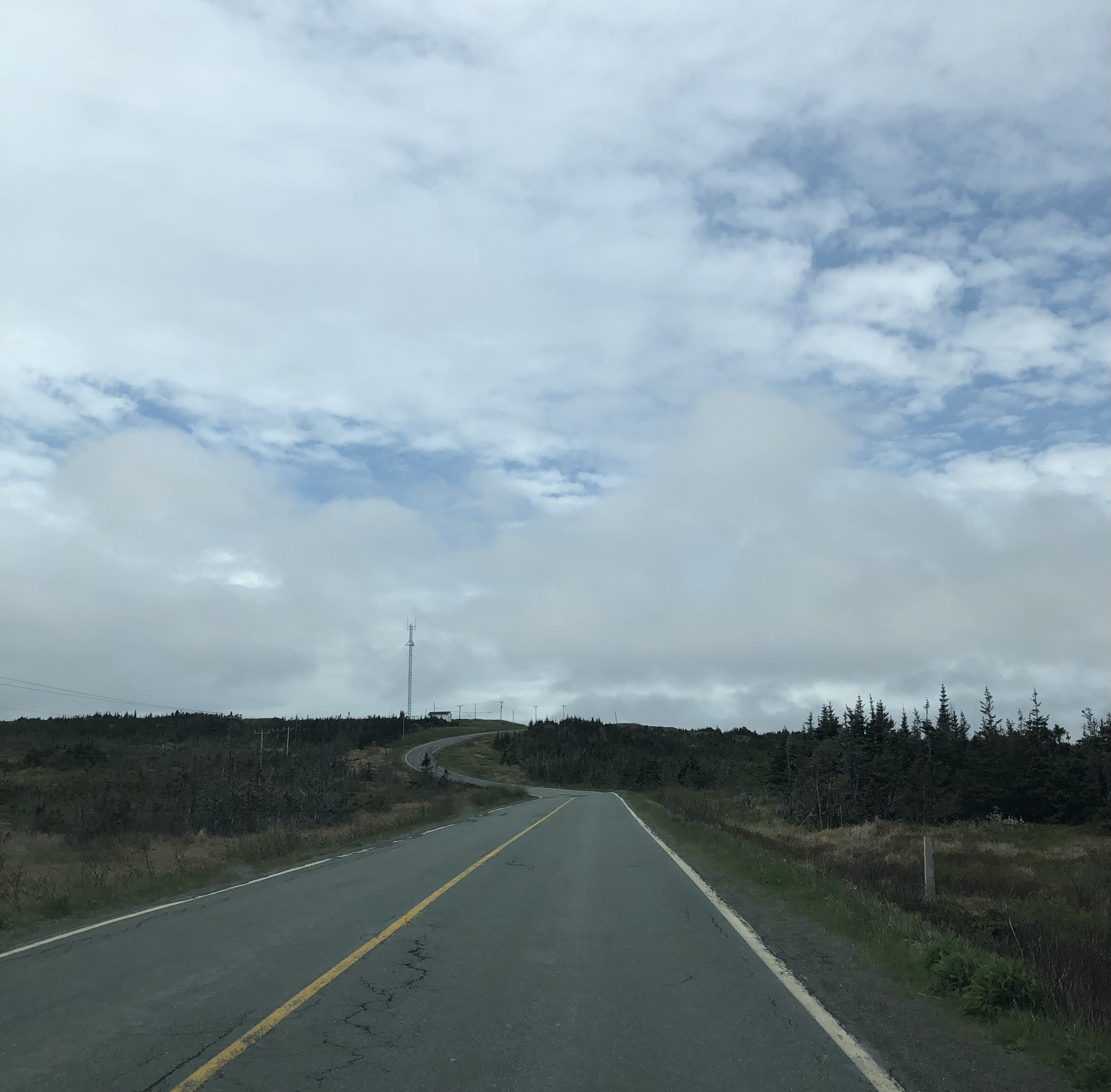
Westwaarts zicht op Route 100, net buiten Branch